# Олімпійська система
Олімпі́йська систе́ма (або плейоф) — система розіграшу, за якою учасник вибуває з турніру після першого ж програшу (за підсумками чи то однієї гри, чи серії з декількох ігор, яка дозволяє однозначно визначити переможця). За цією системою проходять зокрема розіграші національних кубків з футболу, а також стадія плейоф, до якої у свою чергу потрапляють найкращі команди групового турніру (Чемпіонат світу з футболу, Чемпіонат світу з баскетболу, Ліга чемпіонів УЄФА) або регулярного чемпіонату (НХЛ, НБА).
Також за цією системою проводяться додаткові матчі деяких національних чемпіонатів з ігрових видів спорту, зокрема футболу. Зазвичай ідеться про перехідні матчі за місце у вищому дивізіоні. Так, у Німеччині та Росії грають між собою третя з кінця команда елітного дивізіону проти третьої команди другого дивізіону; в Англії ж команди, що зайняли місця з 3-го по 6-е, проводять між собою турнір за третю путівку до вищого дивізіону.

## Особливості
Головною особливістю олімпійської системи є чітко встановлена кількість учасників (оскільки з кожного двобою виходить один переможець, то загальна кількість учасників має бути степенем числа 2 (4, 8, 16, 32, 64 і т.д.). Якщо ж кількість заявлених учасників не відповідає цій вимозі, то доводиться або проводити кваліфікаційні раунди, або надавати деяким учасникам (найбільш високорейтинговим або ж за простим жеребом) місце у другому раунді автоматично.
Також є два варіанти визначення суперника для кожного учасника.
Варіант перший — жеребкування перед кожним раундом. Використовується зокрема в національних Кубках з футболу.
Варіант другий — одноразове жеребкування, при якому одразу визначають, переможці яких пар зустрінуться в наступному раунді. Використовується зокрема в тенісі (де потрібно в рамках одного турніру провести 5–7 раундів за один або два тижні), а також у деяких футбольних турнірах, як-от Кубок Лібертадорес.

## Переваги
- Менша, порівняно з круговою та швейцарською системами, кількість ігор, що дозволяє зекономити час і кошти, а іноді також вимагає меншої кількості арен для організації турніру.
- Безкомпромісність боротьби, що унеможливлює договірні матчі.

## Недоліки
- Неможливість об'єктивно розподілити учасників за місцями, з огляду на те що один з них може мати сильніших суперників, ніж інший.
- Відсутність оптимального варіанту проведення змагань. Доводиться або групувати учасників за рейтингом і зводити на ранніх стадіях учасника з високим рейтингом проти учасника з низьким рейтингом, або ж відмовлятись від «розсіювання» і проводити «сліпий жереб». У першому випадку втрачається інтерес до ранніх стадій розіграшу, через передбачуваність підсумків матчів, у другому — є велика імовірність того, що потенційно сильний учасник, зустрівшись уже на ранній стадії з рівним собі, вибуде з розіграшу, а потенційно слабший не зустрінеться із жодним грандом і дійде до фінальних раундів або й виграє турнір; може також вийти фінал, у якому один із суперників значно поступається силою іншому — що суттєво знизить інтерес до головного матчу турніру.

Іноді вирішують поєднати ці два способи, розсіюючи учасників на ранніх стадіях і переходячи на «сліпий жереб» на пізніших.
Також нерівність умов спостерігається тоді, коли через неоптимальну для олімпійської системи кількість учасників декотрі з них змушені грати більше матчів, ніж їхні конкуренти, на самому старті розіграшу.

## Інтернет-ресурси
- K.o.-System und Abwandlungen [Архівовано 24 червня 2021 у Wayback Machine.]
- https://softwareengineering.stackexchange.com/questions/351914/tournament-bracket-algorithm [Архівовано 21 січня 2021 у Wayback Machine.] (Beschreibung und Modellierung von Algorithmen für einfache und doppelte K.-o.-Systeme)
- https://github.com/jez321/reacket [Архівовано 3 жовтня 2020 у Wayback Machine.] (Source Sode für ein Webprojekt mit JavaScript und JSON)